# Himalia (měsíc)

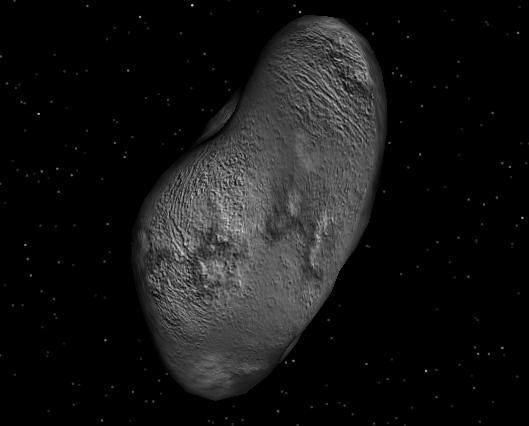
Umělecká představa měsíce Himalia

Himalia (IPA: /haɪmeɪliə/ nebo /hɪmɑliə/, řecky 'Ιμαλíα) je největší nepravidelný přirozený satelit Jupiteru. Byl objeven Charlesem Dillonem Perrinem v observatoři Lick Observatory dne 3. prosince 1904. Je pojmenován po nymfě Himalii z řecké mytologie.

## Oběžná dráha a pojmenování
Měsíc Himalia je největším členem rodiny Himalia, která po něm nese jméno. Obíhá ve vzdálenosti 11,4 až 13 milionů km od Jupiteru s inklinací 27.5°. Charakteristika oběžné dráhy se však stále se mění v závislosti na slunečních a planetárních poruchách.
Himalia získala současné jméno až v roce 1975, do té doby byla pojmenována jako Jupiter VI, i když se v roce 1905, tedy nedlouho po objevení, uvažovalo o jméně Elar. V letech 1955 až 1975 ho občas nazývali Hestia po řecké bohyni.

## Fyzikální charakteristika a průzkum

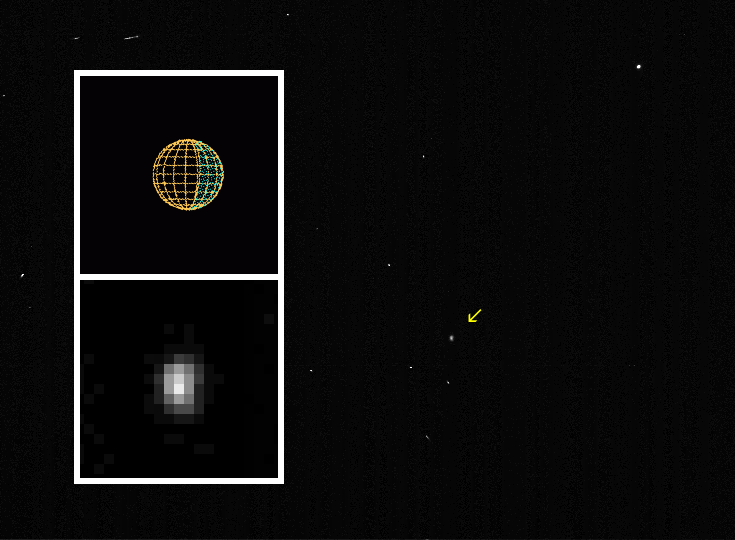
Fotografie měsíce pořízena sondou Cassini

Himalia, jakož i ostatní členové této rodiny, se jeví v neutrální (šedé) barvě, s barevným indexem BV = 0.62 VR = 0.4, podobně jako asteroidy typu C. Sonda Cassini svými měřeními potvrdila charakteristické elektromagnetické spektrum s nepatrnou absorpcí o hodnotě 3 μm, což může naznačovat přítomnost vody.
V listopadu 2000 sonda Cassini obletěla Saturn, přičemž pořídila několik fotek Himalie ze vzdálenosti menší než 4,4 milionu km. Měsíc na těchto fotkách pokrývá pouze několik pixelů, ale jeví se jako prodloužený objekt o rozměrech 150± 20 x 120± 20 km.
V únoru a březnu 2007 pořídila sonda New Horizons, při cestě na Pluto, několik fotografií Himalie ze vzdálenosti 8 milionů km. Satelit se opět objevil pouze na několika pixelech.